# Mainz
Mainz Németország Rajna-Pfalz szövetségi tartományának legnagyobb városa és egyben fővárosa. A Mainzi egyházmegye püspöki székhelye, otthont ad egyetemnek is. Karneválja is messze földön híres. Több televízió és rádióállomás működik benne, többek között a német közszolgálati televízió, a ZDF székhelye is. Címerében a vörös alapon, ezüst kereszttel összekapcsolt, két ezüst kerék fontos ősi ipari és közlekedési jelentőségét szimbolizálja.

## Fekvése

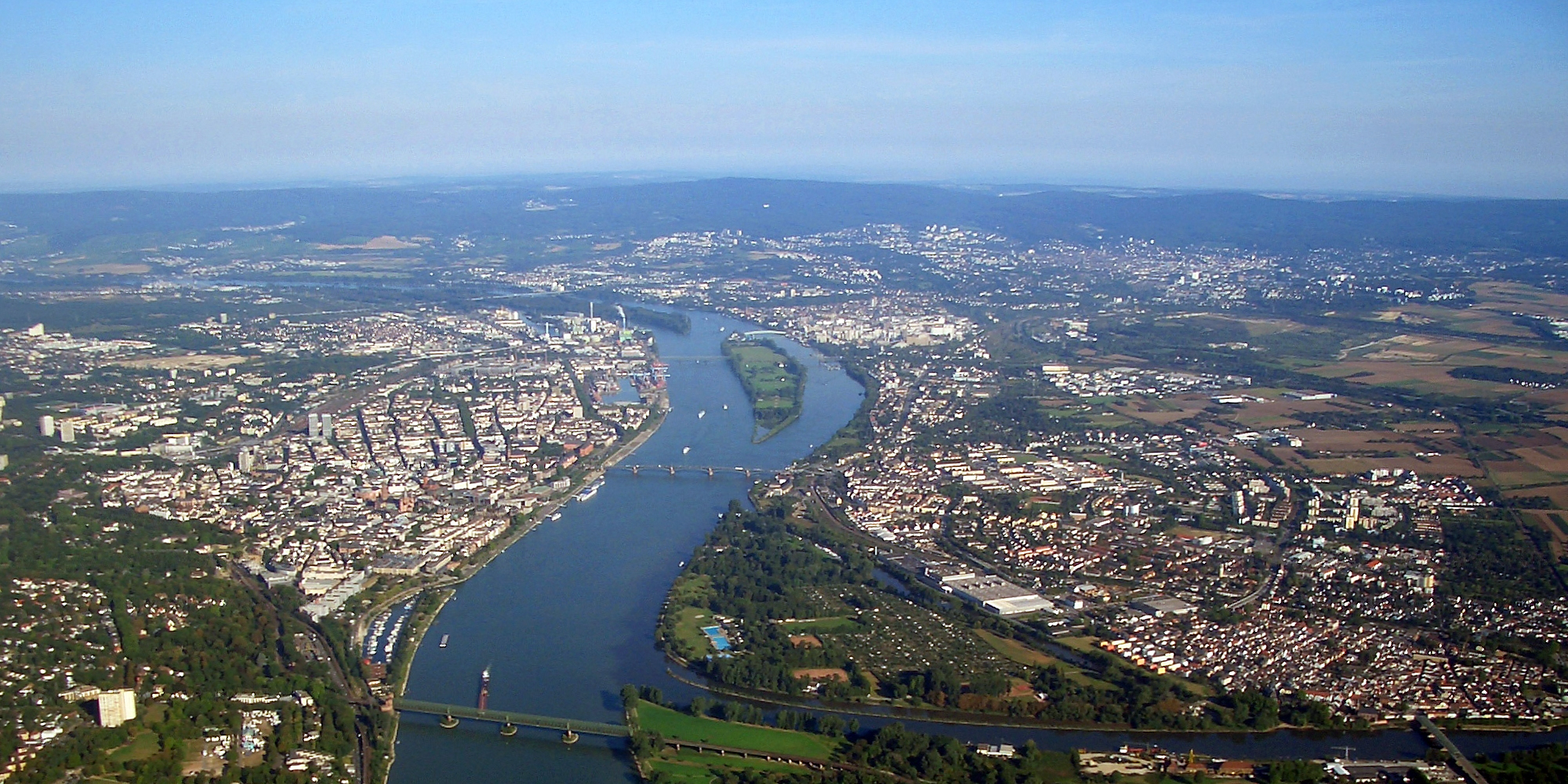
Mainz (a Rajna bal partján)

A Rajna és a Majna összefolyásánál, a Rajna bal partján fekszik. A folyó alkotja a város északkeleti határát, nyugatról és délről a Mainzi-medence határolja. Az 50. északi szélességi kör áthalad rajta (Krakkóval azonos földrajzi szélességen fekszik).

## Városképe

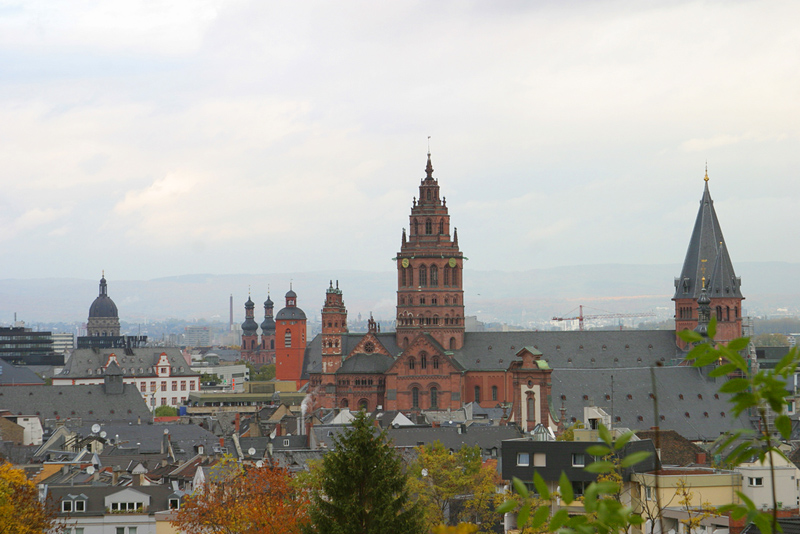
A mainzi Óváros a Citadelláról, 2003

Mainz belvárosa, Mombach és Weisenau elővárosaival egyre inkább nagyvárosi jelleget ölt. Más külvárosai, mint például Drais és Finthen, azonban megőrizték falusias jellegüket. Az óváros kacskaringós utcái és sikátorai a középkori és kora újkori városképet őrzik; a mai napig sok iparosház látható. Sok építészeti stílus nyomai föllelhetők itt: a Tours-i Szent Márton és Szent István (vértanú) dómja többnyire román stílusban épült, de a korai gótika stílusjegyeit is magán viseli. Reneszánsz stílusban épült a vár és a mai Gutenberg Múzeum valamint a Marktbrunnen (Piackút). A barokk és a rokokó jegyében emelték az Augustinerkirche és a Peterskirche templomokat, az Ignazkirche viszont már a korai klasszicizmus példája.
A város a második világháborúban, 1942-ig még megmenekült a megsemmisüléstől. Attól kezdve azonban eszkalálódtak a szövetségesek légitámadásai. A legsúlyosabb 1945. február 27-én érte: brit bombázók közel 1200 embert öltek meg, gyújtóbombákkal a Tűztornyot is lángra lobbantották. A háború végére a város 80%-a elpusztult. A lakosság fele elmenekült. A romokat később lebontották, és Mainzot modern stílusban újjáépítették.

## Látnivalók
2021 óta a zsidó temető a Speyer, Worms és Mainz zsidó öröksége világörökségi helyszín része.

## Történelme

Mainz címere Napóleon alatt

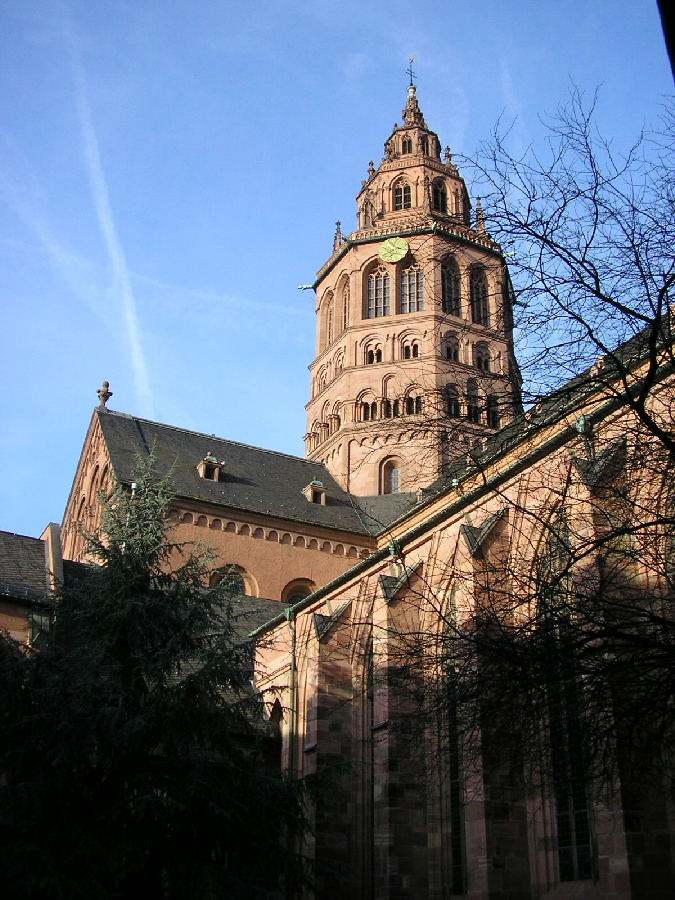
A mainzi dóm nyugatról

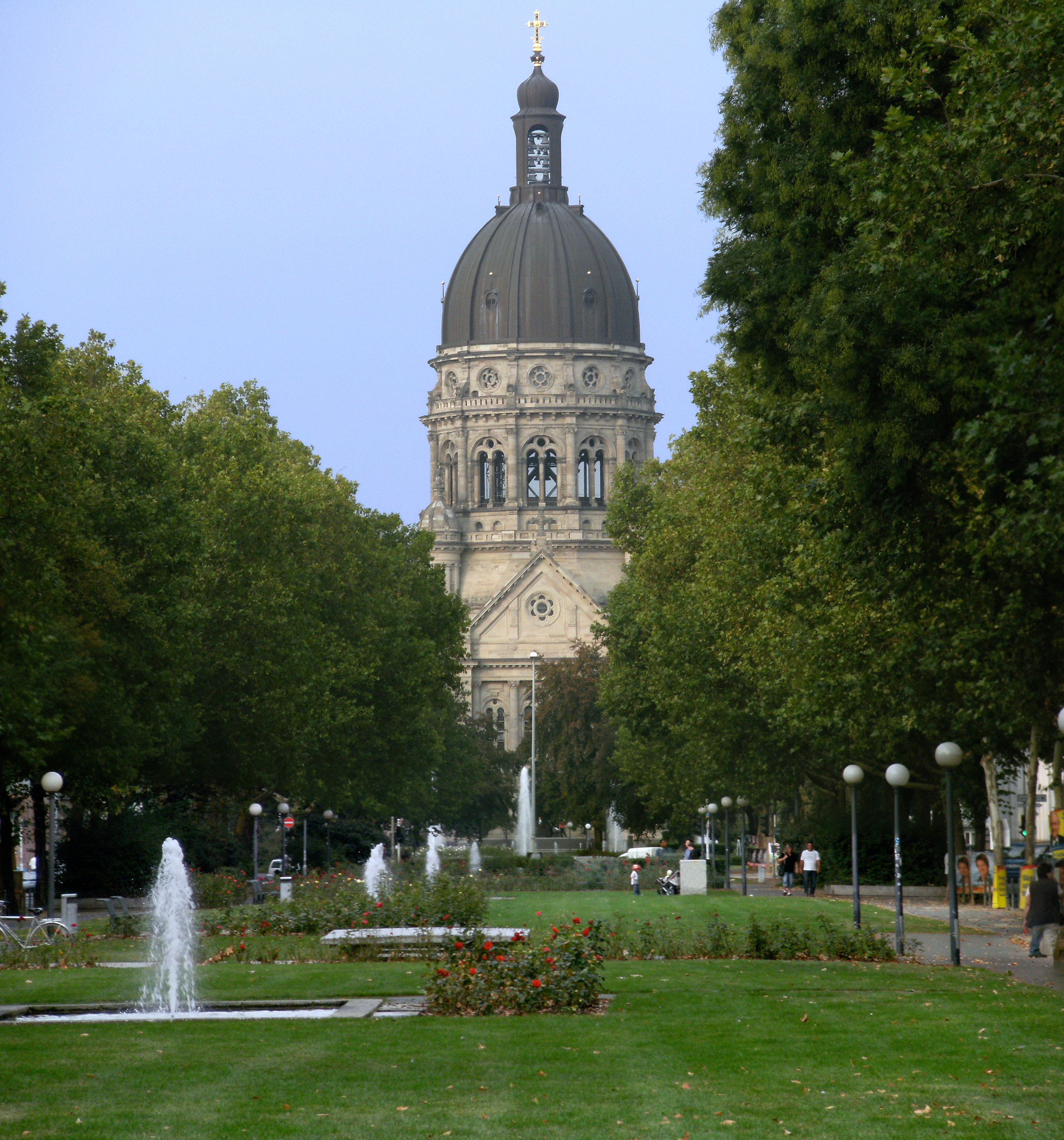
A Kaiserstraße és a Christuskirche evangélikus templom

A város környékén már Krisztus előtt is lakott volt, 89-ben Germania Superior provincia székhelye lett.
A püspökség talán már 343-ban is létezett, de ennek csak a 6. századból van írásos bizonyítéka. Bonifatius alatt, 782-ben már érsekség. Ez a város alapításának is a hivatalos dátuma.
1212-ben a Dómban koronázta meg III. Siegfried von Eppstein érsek II. Frigyest. Mainz 1235-ben birodalmi főváros lett. A század végén már szabad város. Ezt a státuszát 1462-ig megőrizte, amikor a polgárokkal támadt ellentétei miatt II. Adolf érsek a kiváltságokat visszavonta, viszont 1477-ben megalapította az egyetemet.
Itt született, és itt töltötte élete nagy részét Johannes Gutenberg (1400–1468), és itt adta ki 1455-ben Európa első nyomtatott könyvét, a Gutenberg Bibliát, 180 példányban.
1793-ban itt tartották az első szabad választást. A Mainzi Köztársaság így a demokrácia zászlóvivője lett német földön. Ez az érsekség megszűnésének éve is.
I. Napóleon francia császár seregeinek megérkeztével a város Donnersberg tartomány (franciául: Départements du Mont-Tonnerre) székhelye lett.
1816. június 30-án a poroszok Hessen–Darmstadt tartományhoz csatolták. A párizsi békekonferencia határozata alapján a mainzi erődöt (Luxemburghoz csatolták, és (Landau in der Pfalzhoz hasonlóan) szövetségi erődként (Bundesfestung) a Német Szövetség fennhatósága alá vonták. Ez a státusz ötven évvel később (1866-ban), a Szövetség felbomlásakor szűnt meg. A vár ismét porosz kézre került, majd a várossal együtt a Német Császárság részévé vált.
1933. január 30-án – a Führer megválasztásakor – a városban hatalmas ellentüntetés volt. Ezután majdnem az összes, közel 2600 zsidót deportálták innen.

## Vallás
Mainz védőszentje Tours-i Szent Márton.
A város vallási megoszlásának alakulása:

| Év   | Lakosok száma | Katolikus | %-arány | Protestáns | %-arány | zsidó | %-arány | Egyéb  | %-arány |
| ---- | ------------- | --------- | ------- | ---------- | ------- | ----- | ------- | ------ | ------- |
| 1800 | 21 200        | 18 850    | 89,0    | 750        | 3,5     | 1600  | 7,5     |        |         |
| 1816 | 25 251        | 22 066    | 87,4    | 1576       | 6,2     | 1606  | 6,4     | 3      |         |
| 1824 | 28 409        | 23 880    | 84,1    | 2892       | 10,2    | 1633  | 5,7     | 4      |         |
| 1834 | 31 535        | 26 399    | 83,7    | 3388       | 10,7    | 1740  | 5,5     | 8      |         |
| 1840 | 32 142        | 25 562    | 79,6    | 4813       | 14,9    | 1756  | 5,5     | 11     |         |
| 1846 | 36 656        | 28 529    | 77,9    | 5943       | 16,2    | 2134  | 5,9     | 50     |         |
| 1852 | 35 140        | 27 633    | 78,4    | 5037       | 14,3    | 2128  | 6,0     | 342    | 1,0     |
| 1852 | 36 741        | 28 823    | 78,4    | 5317       | 14,5    | 2125  | 5,8     | 476    | 1,3     |
| 1871 | 60 837        | 39 706    | 65,3    | 17 483     | 28,7    | 3064  | 5,0     | 584    | 1,0     |
| 1895 | 76 566        | 46 100    | 60,2    | 26 930     | 35,2    | 3166  | 4,1     | 370    | 0,5     |
| 1900 | 84 251        | 49 414    | 58,6    | 31 151     | 37,0    | 3104  | 3,7     | 580    | 0,7     |
| 1905 | 106 338       | 63 001    | 59,2    | 39 418     | 37,1    | 3101  | 2,9     | 818    | 0,8     |
| 1925 | 108 537       | 65 914    | 60,7    | 37 053     | 34,1    | 2738  | 2,5     | 2832   | 2,6     |
| 1933 | 142 627       | 80 777    | 56,6    | 51,937     | 36,4    | 2609  | 1,8     | 7304   | 5,2     |
| 1946 | 75 020        | 46 006    | 61,3    | 23 764     | 31,7    | 59    | 0,08    |        |         |
| 1961 | 134 375       | 71 904    | 53,5    | 54 335     | 40,4    | 130   | 0,09    | 8136   | 6,1     |
| 1970 | 172 195       | 94 394    | 54,8    | 64 941     | 37,7    | 142   | 0,1     | 12 781 | 7,4     |
| 1987 | 172 529       | 87 986    | 51,0    | 54 952     | 31,9    | 162   | 0,09    | 29 591 | 17,1    |
| 1997 | 200 392       | 87 367    | 43,6    | 53 254     | 26,6    | 203   | 0,1     | 59 568 | 29,7    |

## Városrészek

Mainz 15 kerülete

| - Altstadt - Bretzenheim - Drais - Ebersheim - Finthen | - Gonsenheim - Hartenberg-Münchfeld - Hechtsheim - Laubenheim - Lerchenberg | - Marienborn - Mombach - Neustadt - Oberstadt - Weisenau |

## Közlekedés

### Közúti közlekedés
A várost érinti az A60-as autópálya.

## Polgármesterek
| - 1800 – 1814: Franz Konrad Macké - 1814 – 1831: Franz Freiherr Gedult von Jungenfeld - 1831 – 1834: Franz Konrad Macké - 1834 – 1836: Stephan Metz - 1837 – 1838: Johann Baptist Heinrich - 1839 – 1841: Stephan Metz - 1842 – 1860: Nikolaus Nack - 1861 – 1864: Karl Schmitz - 1865 – 1871: Franz Schott | - 1871 – 1872: Karl Racké - 1872 – 1877: Carl Wallau - 1877 – 1885: Alexis Dumont - 1885 – 1894: Georg Oechsner - 1894 – 1905: Heinrich Gassner - 1905 – 1919: Karl Göttelmann - 1919 – 1931: Karl Külb - 1931 – 1933: Wilhelm Ehrhard - 1934 – 1942: Robert Barth | - 1942 – 1945: Heinrich Ritter - 1945: Rudolph Walther - 1945 – 1949: Emil Kraus - 1949 – 1965: Franz Stein - 1965 – 1987: Jockel Fuchs - 1987 – 1997: Herman-Hartmut Weyel - 1997 – 2012: Jens Beutel - 2012. március 25. óta: Michael Ebling |

## Lakosság
| Év                  | Lakosság (fő) |
| ------------------- | ------------- |
| 50                  | 16 000        |
| 450                 | 5000          |
| 750                 | 5000          |
| 1180                | 10 000        |
| 1300                | 24 000        |
| 1463                | 5750          |
| 1545                | 10 000        |
| 1648                | 7500          |
| 1700                | 20 000        |
| 1771                | 26 753        |
| 1782                | 32 482        |
| 1799                | 21 000        |
| 1814                | 23 202        |
| 1822                | 26 800        |
| 1828                | 28 439        |
| 1852. december 3. ¹ | 36 741        |
| 1856. december 3. ¹ | 37 100        |

| Év                  | Lakosság (fő) |
| ------------------- | ------------- |
| 1861. december 3. ¹ | 41 300        |
| 1864. december 3. ¹ | 42 700        |
| 1867. december 3. ¹ | 43 100        |
| 1871. december 1. ¹ | 53 900        |
| 1875. december 1. ¹ | 56 400        |
| 1880. december 1. ¹ | 60 905        |
| 1885. december 1. ¹ | 65 852        |
| 1890. december 1. ¹ | 71 395        |
| 1895. december 2. ¹ | 76 946        |
| 1900. december 1. ¹ | 84 251        |
| 1905. december 1. ¹ | 91 179        |
| 1910. december 1. ¹ | 110 634       |
| 1916. december 1. ¹ | 96 894        |
| 1917. december 5. ¹ | 99 151        |
| 1919. október 8. ¹  | 107 930       |
| 1925. június 16. ¹  | 108 552       |
| 1933. június 16. ¹  | 142 627       |

| Év                     | Lakosság (fő) |
| ---------------------- | ------------- |
| 1939. május 17. ¹      | 158 533       |
| 1945. december 31.     | 73 556        |
| 1946. október 29. ¹    | 75 020        |
| 1950. szeptember 13. ¹ | 88 369        |
| 1956. szeptember 25. ¹ | 115 812       |
| 1961. június 6. ¹      | 134 375       |
| 1965. december 31.     | 146 224       |
| 1970. május 27. ¹      | 172 195       |
| 1975. december 31.     | 183 880       |
| 1980. december 31.     | 187 392       |
| 1985. december 31.     | 188 571       |
| 1987. május 25. ¹      | 172 529       |
| 1990. december 31.     | 179 486       |
| 1995. december 31.     | 183 720       |
| 2000. december 31.     | 182 870       |
| 2005. december 31.     | 194 372       |
| 2011. december 31.     | 200 957       |

¹ Népszámlálás
| Lakosok száma | 183 880 | 199 237 | 209 779 | 213 528 | 215 110 | 217 118 | 217 556 | 220 552 | 222 889 |
|               | 1975    | 2010    | 2015    | 2016    | 2017    | 2019    | 2021    | 2022    | 2023    |

## Testvértelepülések
- Egyesült Királyság Watford 1956
- Franciaország Dijon 1957
- Franciaország Longchamp 1966
- Horvátország Zágráb 1967
- Olaszország Rodeneck 1977
- Spanyolország Valencia 1978
- Azerbajdzsán Baku 1984
- Izrael Haifa 1987
- Németország Erfurt 1988

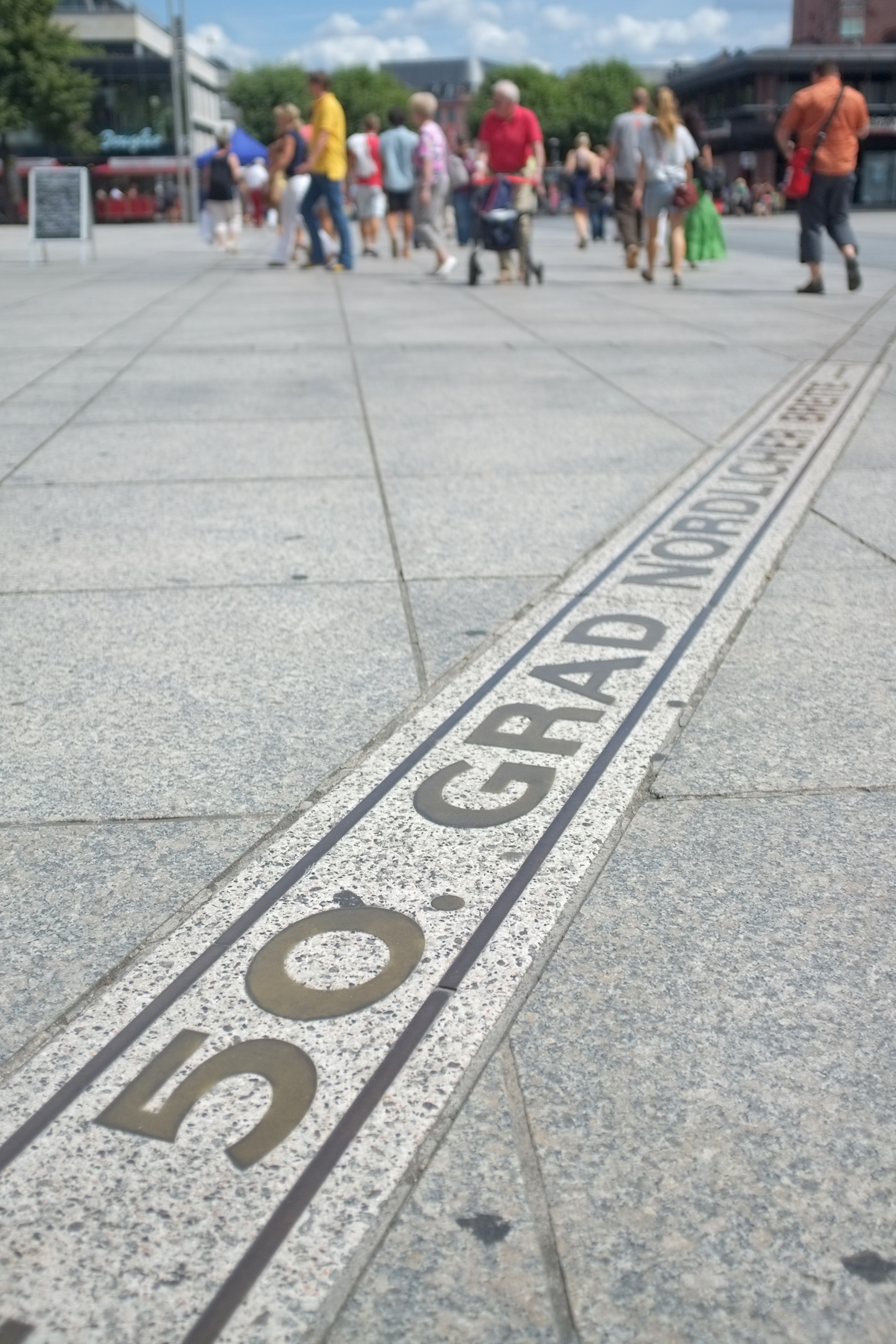
Az 50. északi szélességi kör, a Gutenberg téren

- USA Louisville (Kentucky) 1994

## A város szülöttei
- Johannes Gutenberg (1397?-1468) – a könyvnyomtatás atyja

## Jellegzetes utcanévtáblái
Mainznak 1853 óta fraktúr betűs utcanévtáblái vannak: a pirosak a Rajna felé vezetnek, a kékek vele párhuzamosak.

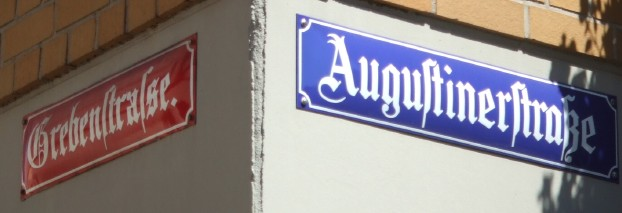
A Grebenstraße és az Augustinerstraße sarkán